# Titularbistum Philadelphia in Arabia
Das Bistum Philadelphia in Arabia (lateinisch Dioecesis Philadelphiensis in Arabia) ist ein Titularbistum der römisch-katholischen Kirche. Es geht zurück auf ein untergegangenes Bistum der antiken Stadt Philadelphia (heute Amman in Jordanien).

## Titularbischöfe
| Titularbischöfe von Philadelphia in Arabia |                                                      |                                                                                         |                   |                   |
| Nr.                                        |                                                      | Amt                                                                                     | von               | bis               |
| 1                                          | Fabian Weickmann                                     | Weihbischof in Eichstätt (Deutschland)                                                  | 1514              | 29. November 1526 |
| 2                                          | Anton Braun                                          | Weihbischof in Eichstätt (Deutschland)                                                  | 4. Mai 1530       | 13. August 1540   |
| 3                                          | Leonhard Haller                                      | Weihbischof in Eichstätt (Deutschland)                                                  | 5. November 1540  | 25. März 1570     |
| 4                                          | Wolfgang Holl                                        | Weihbischof in Eichstätt (Deutschland)                                                  | 23. August 1570   | 4. September 1589 |
| 5                                          | Antonio Maria Sauli                                  | Koadjutorerzbischof von Genua (Italien)                                                 | 27. November 1585 | Dezember 1586     |
| 6                                          | Lorenz Eiszepf                                       | Weihbischof in Eichstätt (Deutschland)                                                  | 22. Januar 1590   | 17. März 1601     |
| 7                                          | Pierre Camelin                                       | Koadjutor in Fréjus                                                                     | 21. Juni 1621     | 15. Juni 1637     |
| 8                                          | François-Joseph de Grammont                          | später Erzbischof von Besançon (Frankreich)                                             | 1686              | 17. August 1698   |
| 9                                          | Alessandro Abbati                                    |                                                                                         | 27. Dezember 1728 |                   |
| 10                                         | Innocenzo Sanseverino Titularerzbischof pro hac vice | em. Bischof von Alife (Italien)                                                         | 3. Januar 1757    | 10. Juli 1762     |
| 11                                         | Charles Antoine de Grady                             | Weihbischof in Lüttich (Belgien)                                                        | 22. November 1763 | 9. Juli 1767      |
| 12                                         | Daniel Murphy                                        | Apostolischer Vikar von Hyderabad (Indien), Koadjutorerzbischof von Hobart (Australien) | 16. Dezember 1845 | 8. März 1866      |
| 13                                         | Luigi Giordani                                       | Weihbischof in Ferrara (Italien)                                                        | 6. März 1871      | 22. Juni 1877     |
| 14                                         | Michele Fontevecchia                                 | em. Bischof von Sora-Aquino-Pontecorvo (Italien)                                        | 19. April 1952    | 16. Januar 1959   |
| 15                                         | Julian Groblicki                                     | Weihbischof in Krakau (Polen)                                                           | 25. Mai 1960      | 4. Mai 1995       |